# گرت آندویل
گرت آندویل (هلندی: Gert Aandewiel؛ زادهٔ ۹ سپتامبر ۱۹۶۹) بازیکن فوتبال اهل هلند است.

## باشگاهی
از باشگاه‌هایی که در آن بازی کرده‌است، می‌توان به باشگاه فوتبال اسپارتا روتردام اشاره کرد.